# 扁枝竹蘚
扁枝竹蘚（学名：Clastobryopsis planula）为錦蘚科竹蘚屬下的一个种。